# Gossea corynetes
Gossea corynetes är en nässeldjursart som först beskrevs av Gosse 1853.  Gossea corynetes ingår i släktet Gossea och familjen Olindiasidae. Inga underarter finns listade i Catalogue of Life.